# Fritz Bauer
Fritz Bauer   (Stuttgart, 16 de juliol de 1903 - Frankfurt del Main, 1 de juliol de 1968) va ser un fiscal general alemany que va contribuir de forma considerable en els judicis de Frankfurt Auschwitz.

## Biografia
Va néixer a Stuttgart de pares jueus. Va estudiar al gymnasium Eberhard-Ludwigs i va estudiar dret i negocis a les universitat de Heidelberg, Múnic i Tübingen.
El 1928, després d'obtenir el doctorat en lleis (als 25 anys, el Doktor der Rechte més jove d'Alemanya), va començar com a assessor judicial al jutjat de Stuttgart.
El 1920 es va unir al Partit Socialdemòcrata d'Alemanya (PSD) i a principis dels anys 30 juntament amb Kurt Schumacher, que era un dels líders de la milícia Reichsbanner Schwarz-Rot-Gold del partit a Stuttgart. El maig del 1933, va fallar un intent de vaga general a la regió de Stuttgart contra els nazis i, entre d'altres, Schumacher i Bauer van ser arrestats i portats al camp de concentració de Heuberg. Mentre que Schumacher, que era més gran i rival destacat dels nazis com a diputat pel SPD al Reichstag, va seguir al camp de concentració fins al final de la Segona Guerra Mundial, el més jove i desconegut Bauer va ser alliberat el 1933, cosa que segurament el va salvar del genocidi nazi. Poc temps després, com molts altres jueus, va ser acomiadat de la seva plaça de funcionari en aplicació de les lleis de Nuremberg.
El 1935 va emigrar a Dinamarca i va marxar-ne quan els nazis van imposar-hi la llei marcial a la població jueva. Llavors, el 1943, va marxar a Suècia, on va fundar, juntament amb Willy Brandt, el diari Sozialistische Tribüne (Tribuna Socialista). Va tornar a Alemanya el 1949, a la República Federal (Alemanya occidental), i va retornar al sistema judicial. Primer va ser director del tribunal provincial de Brunsvic i poc després va ser fiscal general provincial. El 1956 va ser nomenat fiscal general de l'estat federal de Hessen, Frankfurt del Main. Va tenir aquest càrrec fins a la seva mort el 1968.
Un dels seus primers casos com a fiscal general a Brunsvic li va donar fama fora d'Alemanya: el 1952 va ser el fiscal en l'anomenat Procés Remer. Durant el procés, Bauer va afirmar que «un estat injust (Unrechtsstaat), que comet de forma diària desenes de milers d'assassinats, dona dret a qualsevol persona a la defensa pròpia». Com a resultat d'aquest judici, es van rehabilitar i legitimar els organitzadors de l'atemptat del 20 de juliol de 1944 i el seu intent d'assassinar Hitler. El tribunal va acceptar l'al·legat de Bauer segons el qual l'estat nazi no era «un estat de dret, sinó un estat injust (Unrechtsstaat)».
El 1959 Bauer va aconseguir que el Tribunal Federal de Justícia traslladés la investigació i la decisió de la matèria penal relacionada amb el camp de concentració d'Auschwitz al tribunal provincial de Frankfurt. La fiscalia va seguir les instruccions de Bauer i va iniciar una investigació contra els membres i dirigents de les SS del camp. El primer dels processos d'Auschwitz a Alemanya Occidental es va iniciar el desembre de 1963, contra vint-i-dos acusats davant del tribunal provincial de Frankfurt.
Va ser ell qui va informar els serveis secrets d'Israel, el Mossad, sobre l'adreça d'Adolf Eichmann a l'Argentina, després d'aconseguir la informació a través de l'expres del camp de concentració Lothar Hermann, que vivia a l'Argentina. Bauer desconfiava de la justícia i la policia alemanya (temia que algú avises Eichmann) i es va dirigir directament a les autoritats d'Israel. Cal fer notar que la sol·licitud d'extradició que Bauer va demanar per extradir d'Eichmann va ser rebutjada immediatament. La informació proporcionada per Bauer va donar l'impuls decisiu per a la captura d'Eichmann.
Va ser una persona controvertida dins dels cercles judicials federals a l'Alemanya de postguerra, la majoria dels juristes de l'època havien treballat durant el règim nazi. Sembla que ell mateix va arribar a dir «En la justícia visc com en un exili», i també «Quan deixo el meu despatx, trepitjo un país enemic».
La investigació que va començar Bauer sobre els buròcrates responsables de l'«eugenèsia nazi» fou arxivada.
L'obra de Bauer va servir per a la reconstrucció d'una justícia democràtica, per a una persecució penal coherent de les injustícies nazis i per a la reforma del dret penal. Els processos d'Auschwitz (1963 - 1981) no s'haurien porta mai a terme sense l'esforç de Bauer.

## Mort
Fou trobat mort a la banyera al seu pis de Frankfurt l'1 de juliol de 1968. A l'autòpsia es va constatar una greu bronquitis i la presència de somnífers. No es van trobar indicis de culpa de tercer i el forense va declarar que es tractava d'un suïcidi. No hi havia indicis de tendències suïcides en el comportament de Bauer.
Per desig exprés del mort, el seu cos fou incinerat (que està prohibit pel judaisme). La instrucció del substitut de Bauer per sol·licitar una autòpsia va ser denegada i es va procedir a la seva incineració.

## Biografies
- Irmtrud Wojak: Fritz Bauer und die Aufarbeitung der NS-Verbrechen nach 1945. Blickpunkt Hessen, Hessische Landeszentrale für politische Bildung, Nr. 2/2003
- Irmtrud Wojak: Fritz Bauer. Eine Biographie, 1903-1963, Múnic: C.H. Beck, 2009, ISBN 3-406-58154-4
- Ilona Ziok: Fritz Bauer - Death By Instalments, Germany, 2010, (film) 110 min.
- Ronen Steinke: Fritz Bauer: oder Auschwitz vor Gericht, Piper, 2013, ISBN 978-3492055901